# Neem-Ka-Thana
Neem-Ka-Thana (o Nim ka Thana) è una suddivisione dell'India, classificata come municipality, di 29.544 abitanti, situata nel distretto di Sikar, nello stato federato del Rajasthan. In base al numero di abitanti la città rientra nella classe III (da 20.000 a 49.999 persone).

## Geografia fisica
La città è situata a 27° 43' 60 N e 75° 47' 60 E e ha un'altitudine di 445 m s.l.m..

## Società

### Evoluzione demografica
Al censimento del 2001 la popolazione di Neem-Ka-Thana assommava a 29.544 persone, delle quali 15.689 maschi e 13.855 femmine. I bambini di età inferiore o uguale ai sei anni assommavano a 4.715, dei quali 2.499 maschi e 2.216 femmine. Infine, coloro che erano in grado di saper almeno leggere e scrivere erano 19.798, dei quali 12.089 maschi e 7.709 femmine.